# Лагеревська сільська рада
Ла́геревська сільська рада (рос. Лагеревский сельский совет) — муніципальне утворення у складі Салаватського району Башкортостану, Росія. Адміністративний центр — село Лагерево.

## Населення
Населення — 1255 осіб (2019, 1499 в 2010, 1633 в 2002).

## Склад
До складу поселення входять такі населені пункти:
| Населений пункт       | Населення, осіб (2002) | Населення, осіб (2010) |
| --------------------- | ---------------------- | ---------------------- |
| Лагерево, село        | 957                    | 856                    |
| Новокуркино, присілок | 4                      | -                      |
| Чебаркуль, присілок   | 225                    | 214                    |
| Шаряково, присілок    | 167                    | 170                    |
| Язгі-Юрт, присілок    | 280                    | 259                    |